# Un amour fou
Pour les articles homonymes, voir Amour fou.
Pour plus de détails, voir Fiche technique et Distribution.
Un amour fou (Un amore americano) est un film italien de Piero Schivazappa, sorti en 1994.

## Synopsis
Carlo Fossalto (Carlo Delle Piane), professeur de littérature italienne à l’université d'Urbino, arrive à l’université de l'Iowa pour donner des cours d’été de littérature italienne. Il est accueilli par Greta (Brooke Shields), journaliste amateur, qui sera son assistante et le suivra également dans sa vie quotidienne.
Greta lui fait visiter les endroits les plus reculés de l’Iowa (un musée consacré à Buffalo Bill, un pub de musique country, etc.) et, au fil du temps, une amitié sincère naît entre eux. Cette amitié grandit, favorisée par le fait que la femme de Carlo soit restée en Italie pour s'occuper de leur fille et d'un petit neveu malade et aussi que l'ami de Greta, George, aime celle-ci d'un amour étouffant et oppressant.
Carlo et Greta s’échangent leurs secrets, tandis que les cours de Fossalto se terminent. À ce moment, Greta demande à George de l'épouser, après que celui-ci, qui a perdu toute sa fortune, essaye de relancer sa vie. Carlo quant à lui, bien qu’amoureux de Greta, retourne à sa routine à Urbino.

## Fiche technique
- Titre : Un amour fou
- Titre original : Un amore americano
- Réalisateur : Piero Schivazappa
- Sujet : Cesare Bornazzini 
Andrea Galeazzi 
Piero Schivazappa
- Musique : Amedeo Tommasi
- Pays de production :  Italie
- Langue : italien, anglais
- Format : couleurs
- Genre : comédie romantique
- Durée : 110 min
- Date de sortie : 
  - Italie : 20 février 1994

## Distribution
- Carlo Delle Piane : Professeur Carlo Fossalto
- Brooke Shields : Greta, son assistante
- Memè Perlini : Petri, ami de Fossalto
- Graziella Polesinanti : Adele, Mme Fossalto
- Kate Guimbellot : Lena
- Joey Garfield : Vincent
- Joey Garfield : Walter
- Richard Joseph Paul : George